# James Bowdoin

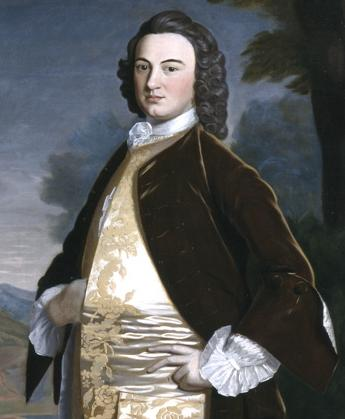
James Bowdoin

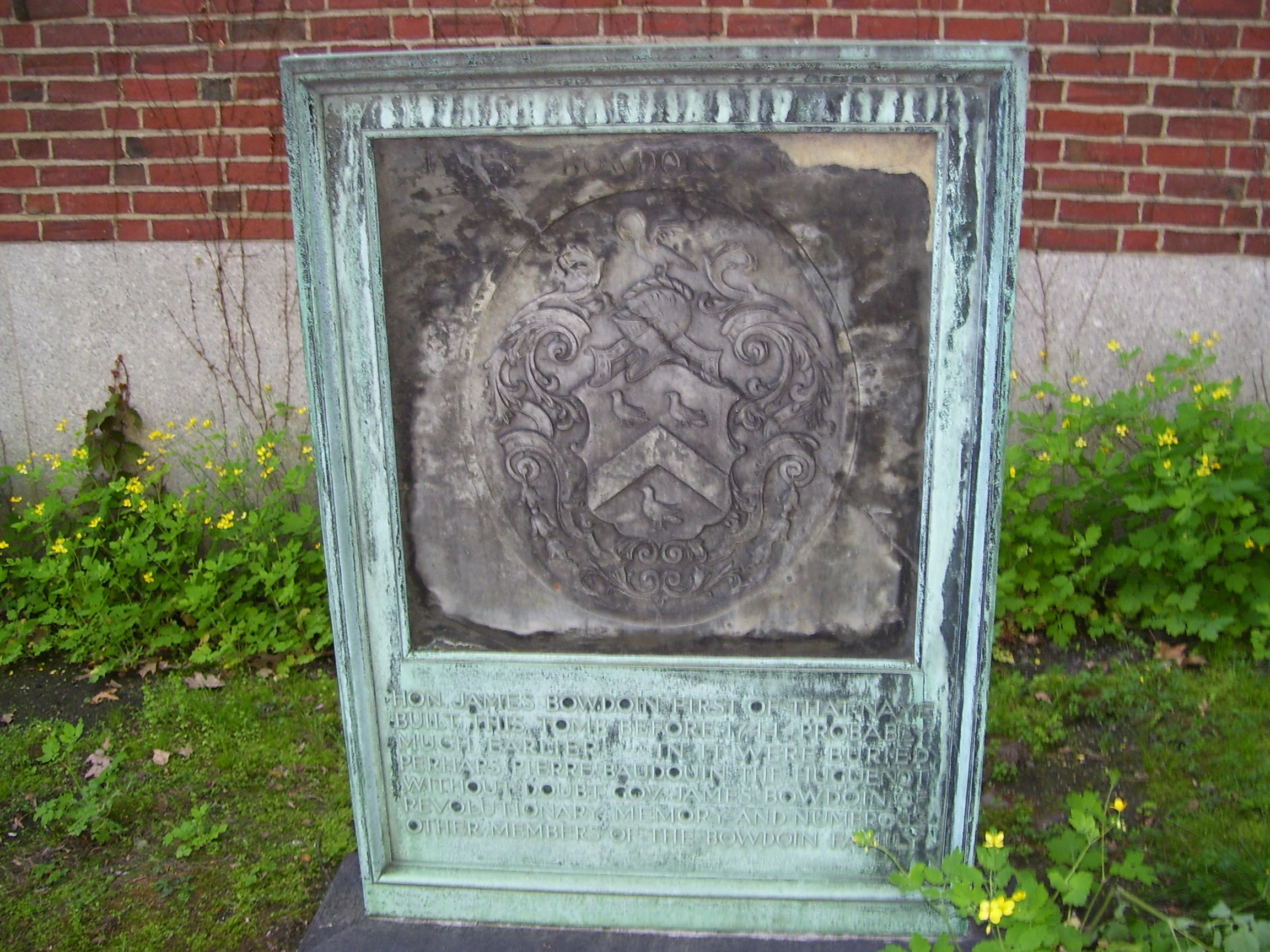
Bowdoins Grab in Boston

James Bowdoin (* 7. August 1726 in Boston; † 6. November 1790 ebenda) war von 1785 bis 1787 Gouverneur des Commonwealth of Massachusetts.

## Frühe Jahre
James Bowdoin war Sohn und Enkel reicher in Boston angesiedelter Kaufleute. Er besuchte die Boston Latin School und studierte anschließend bis 1745 an der Harvard University. Nach dem Tod seines Vaters erbte er im Jahr 1747 dessen beträchtliches Vermögen. Bowdoin interessierte sich für die Naturwissenschaften und freundete sich mit Benjamin Franklin an.
James Bowdoin III (1752–1811) war sein Sohn.

## Politischer Aufstieg
Zwischen 1753 und 1756 war er Abgeordneter im kolonialen Abgeordnetenhaus von Massachusetts. Gegen Ende der britischen Kolonialzeit, aber noch vor der Amerikanischen Unabhängigkeit, nahm er eine kritische Position gegenüber der britischen Verwaltung ein. Zu Beginn der Amerikanischen Revolution wurde er Mitglied eines 28-köpfigen Regierungsrates, der die Kriegsanstrengungen von Massachusetts im Unabhängigkeitskrieg koordinierte. Von 1775 bis 1780 gehörte er einem Ausschuss an, der die Staatsverfassung von Massachusetts entwarf. Außerdem war er der erste Präsident der American Academy of Arts and Sciences, der er später seine Bibliothek vermachte. Später wurde Bowdoin von Gouverneur John Hancock mit der Überarbeitung und Anpassung der alten kolonialen Gesetze beauftragt.

## Gouverneur von Massachusetts und weiterer Lebenslauf
Im Jahr 1785 wurde er gegen Thomas Cushing zum neuen Gouverneur seines Staates gewählt. In seiner Amtszeit musste er mit Hilfe der Miliz die sogenannte Shay-Rebellion niederschlagen. Bei den folgenden Gouverneurswahlen im Jahr 1787 unterlag er gegen John Hancock, der nochmals in dieses Amt gewählt wurde. 1788 war Bowdoin Mitglied des Kongresses, der die Verfassung der Vereinigten Staaten ratifizierte. Danach widmete er sich der Naturwissenschaft und der Schriftstellerei, wobei er Verse in englischer und lateinischer Sprache verfasste. Seit 1787 war er Mitglied der American Philosophical Society. James Bowdoin starb 1790 an Tuberkulose.